# Окина отомодати
Окина отомодати (яп. 大きなお友達 о:кина отомодати, оккина отомодати) или оки отомодати (яп. 大きいお友達 о:кий отомодати) — это японская фраза, которая буквально означает «большой друг» или «взрослый друг». Сокращение — Отомо (яп. 大友 О:томо). Японские отаку используют данную фразу, чтобы описать себя как взрослых, которые являются фанатами аниме, манги или телешоу, которые изначально были созданы для детей. Родитель, который смотрит такое шоу со своими детьми, не считается «окина отомодати». Также «окина отомодати» не является родитель, который покупает DVD-диски с аниме для просмотра детьми. «Окина отомодати» являются те, кто покупает детское аниме для себя. Кроме того, если аниме, манга или телешоу явно предназначена для взрослых, её фанаты не является «окина отомодати». Следовательно, «окина отомодати» и «отаку» — это разные понятия.

## Коннотация
Многие японцы, в том числе отаку, относятся к «окина отомодати» с некоторым осуждением, так как считают, что они потребляют продукцию не своей возрастной категории, но при этом обществом они открыто не порицаются. Взрослые, которые любят детские серии книг о Мэри Поппинс или о Муми-троллях, обычно не считаются «окина отомодати» неподобающими, но это не обязательно верно для тех, кто любит аниме или мангу, таких как Hana no Mahotsukai Mary Bell или Wata no Kuni Hoshi, даже если они так же хорошо известны.

## Коммерческая эксплуатация
Некоторые аниме, изначально выглядящие как снятые для детской аудитории, частично направлены и на «окина отомодати». Чётким признаком таких шоу является фансервис. Также об этом свидетельствует повышенная коммерческая составляющая, так как взрослые зрители более платёжеспособны, нежели дети, и могут позволить себе дорогие диски. Создатели шоу могут даже производить особые товары высокого качества вроде фигурок персонажей, которые обычно выпускают к аниме, рассчитанным на взрослую аудиторию. В связи с падением рождаемости в Японии становится всё сложнее создавать продукцию, направленную исключительно на детей, с расчётом на коммерческий успех, и «окина отомодати» становятся всё более важной целью маркетинга.